# Specerijenhandel

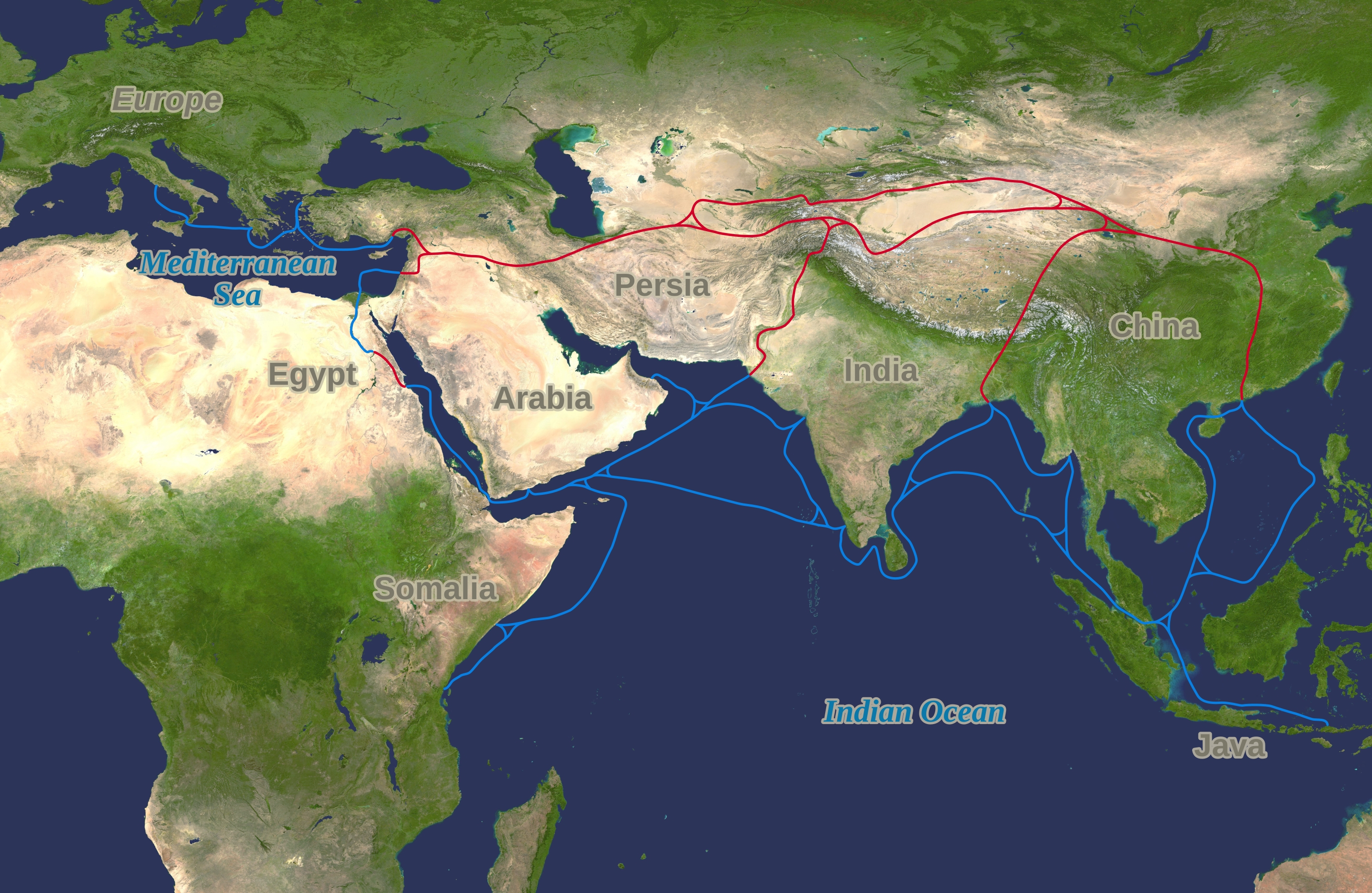
De belangrijke handelsroutes: in rood de zijderoutes door Centraal-Azië en in blauw het overzeese verkeer.

De specerijenhandel is een commerciële activiteit, waarbij in de oudheid, middeleeuwen en vroegmoderne tijd specerijen en andere exotische Aziatische producten naar Europa werden geëxporteerd in ruil voor goud en zilver. De specerijen waren destijds in de keuken zeer gewild als smaakstoffen en conserveringsmiddelen. Ook schreef men er gunstige geneeskundige werkingen aan toe. Zelfs meende men in de middeleeuwen dat de specerijen onmiddellijk uit het paradijs kwamen. Door hun schaarste waren specerijen ultieme luxeproducten voor de elite van de westerse rijken.
Deze specerijenhandel heeft een grote invloed uitgeoefend op de wereldgeschiedenis. Een netwerk van handelsroutes verbond ver van elkaar gelegen gebieden in Europa en Azië. Langs deze routes werden eeuwenlang behalve goederen ook kennis en ideeën uitgewisseld. In tegenstelling tot de zijderoute, die China door middel van karavaanroutes met het Midden-Oosten verbond, verliep de handel in specerijen vooral over zee. De Indische Oceaan met zijn regelmatige moessonwinden was al heel vroeg een belangrijke verkeersader voor de Aziatische handel. In het westen van deze oceaan vormden de Rode Zee en de Perzische Golf de toegangspoorten tot de Europese afnemers van de specerijen.
Een eerste bloeiperiode kende de specerijenhandel in de Hellenistische en Romeinse tijd. Alexander de Grote (356 v.Chr.–323 v.Chr.) had de landroute naar India verkend. Vanuit Egypte organiseerden eerst de Ptolemaeën en later de Romeinen een directe handel met India over de Arabische Zee. Met de ineenstorting van het Romeinse Rijk kwam deze directe handel ten einde. De islamitische veroveringen in de zevende eeuw sneden het christelijke Europa helemaal af van de Indische Oceaan, die eeuwenlang gedomineerd werd door Arabische zeevaarders en handelaren. In het kielzog van deze zeevaarders kreeg de islam vaste voet aan de grond in de Aziatische kustgebieden.
Door de toenemende Europese welvaart na het jaar 1000 en onder invloed van de kruistochten kwam de specerijenhandel met Europa weer tot leven. Italiaanse maritieme republieken als Genua en vooral Venetië domineerden de handel in de Middellandse Zee. De Italianen kochten hun waren in Alexandrië en distribueerden ze over heel Europa. Voor Venetië was deze handel de grondslag voor haar rijkdom, net als voor de mammelukken, de Egyptische machthebbers.
Voor andere Europeanen was de wens om directe toegang te verkrijgen tot de rijkdommen van Azië een belangrijke stimulans voor de grote ontdekkingsreizen rond het jaar 1500. Christoffel Columbus ontdekte in 1492 een Nieuwe Wereld op zoek naar een westwaartse route naar Azië. De Portugese ontdekkingsreiziger Vasco da Gama slaagde erin 1498 als eerste Europeaan in om India via het omzeilen van Afrika te bereiken. De Portugezen wisten de specerijenhandel naar Europa een tijdlang naar zich toe te trekken, maar slaagden er uiteindelijk niet in de handelsroute via de Rode Zee naar Egypte te elimineren.
Uiteindelijk wist de Nederlandse Vereenigde Oostindische Compagnie een gedeeltelijk monopolie op de handel te verkrijgen. Dit vormde de basis voor het koloniale rijk Nederlands-Indië. Na de 17e eeuw werden de specerijen echter meer en meer een normaal handelsartikel en verloren ze hun betekenis als drijvende kracht in de wereldhandel.

## De specerijen
Een specerij is een natuurlijke aromatische plantaardige stof die aan voedsel kan worden toegevoegd als smaakmaker en geurmiddel. Vanuit botanische, chemische, culinaire of historische perspectieven zijn de indelingen echter steeds verschillend. In de specerijenhandel ging het concreet om een aantal producten van tropische planten uit Azië, met als belangrijkste: peper, kruidnagel, nootmuskaat, foelie en kaneel.
Peper was commercieel gezien de belangrijkste van de specerijen. Het is de vrucht van de piper nigrum, een inheemse struik in Kerala in India, waarvan zwarte, witte en groene peperkorrels worden geoogst. Zwarte peper wordt geoogst als de korrel nog onrijp is. Na kort in water gekookt te zijn wordt de korrel in de zon gedroogd. Net als de andere specerijen is de gedroogde peperkorrel jarenlang houdbaar. Zonder deze eigenschap zou de langeafstandshandel onmogelijk zijn geweest. Kaneelstokjes worden gemaakt van de bast van de kaneelboom (Cinnamomum zeylanicum), inheems op Ceylon. Verwant aan de kaneel is de van oorsprong Zuid-Chinese kassie. De andere drie specerijen hadden een nog exotischer herkomst. Kruidnagel groeide alleen op vijf kleine vulkanische eilandjes van de Noord-Molukken, waarvan Ternate en Tidore de belangrijkste waren. Het is de gedroogde, onrijpe bloemknop van de acht tot tien meter hoge kruidnagelboom (Syzygium aromaticum). De muskaatboom (Myristica fragrans) kwam oorspronkelijk alleen voor op de negen Zuid-Molukse Banda-eilanden. Als de geelachtig oranje vruchten van deze boom gedroogd worden, komt de harde, geurige noot tevoorschijn. Het omhulsel is de foelie.
|          |          |                    |                  |                  |
| Peper    | Kaneel   | Kruidnagel         | Nootmuskaat      | Foelie           |
| (Kerala) | (Ceylon) | (Ternate & Tidore) | (Banda-eilanden) | (Banda-eilanden) |

## Gebruik
De aromatische specerijen speelden een belangrijke rol als smaakmaker in de keuken van de oudheid en de middeleeuwen. De Romeinen waren de eerste Europeanen, die specerijen en dan vooral peper royaal gebruikten. In De Re Coquinaria, het kookboek van de rijke Romeinse gourmet Apicius, werden 349 van de 468 recepten met peper bereid. De toepassingen omvatten allerlei sauzen, gekruide wijnen, zoete nagerechten, evenals buitenissige gerechten zoals met peper en noten gevulde slaapmuizen.
Een dieet van veel vlees en vis was in de middeleeuwse keuken de norm voor het rijkere deel van de bevolking. Door gebrek aan wintervoedsel werd een groot deel van het vee in het najaar geslacht en ingezouten. Ook vis werd veelal in gezouten vorm genuttigd. Dankzij de specerijen kon men de eentonige sleur van dit voedsel doorbreken. Voor wijn gold een vergelijkbaar verhaal: door oxidatie in de slecht afgesloten tonnen kreeg wijn al snel een muffe, bittere smaak die alleen met kruiden bestreden kon worden. Dit probleem werd pas in de zestiende eeuw door het gebruik van flessen en kurken verholpen.
Men dichtte specerijen ook conserverende eigenschappen toe. De oudst gevonden toepassing hiervan kan worden toegeschreven aan de peperkorrels in de neus en buik van de mummie van de Egyptische farao Ramses II. De gewoonte om specerijen te gebruiken bij begrafenissen hield lang stand. De evangelisten Lucas en Johannes meldden, dat het lichaam van Jezus werd ingesmeerd met specerijen. Uiteraard vond dit voorbeeld navolging onder zijn aanhangers. De Romeinen verbrandden hun doden samen met specerijen. Ook in de heidense tempels van de oudheid was het verbranden van grote hoeveelheden specerijen een vast onderdeel van de plechtigheden.
De heilzame werking van specerijen beperkte zich niet tot het terrein van religie en magie. In de geneeskunde maakte men veelvuldig gebruik van specerijen, in navolging van de toonaangevende Grieks-Romeinse arts Galenus. Nog in het Engeland van de zeventiende eeuw meende de dichter John Donne dat de welriekende geuren van specerijen bescherming boden tegen de slechte lucht, die de pest zou verspreiden. De hete en vurige specerijen werden ook beschouwd als lustopwekkend, een associatie met seks die al in het Bijbelse Hooglied werd gelegd en tot de dag van vandaag stand heeft gehouden.
Ten slotte waren de specerijen door hun schaarste en prestige uitermate geschikt als statussymbolen. Zowel in de oudheid als de middeleeuwen etaleerden de rijken hun vermogen door het gebruik van grote hoeveelheden specerijen. Deze overdaad riep dan weer een reactie op van meer ascetisch ingestelde personen als de Romeinse schrijver Plinius de Oudere en de Franse abt Bernardus van Clairvaux.

## De handel in de Oudheid

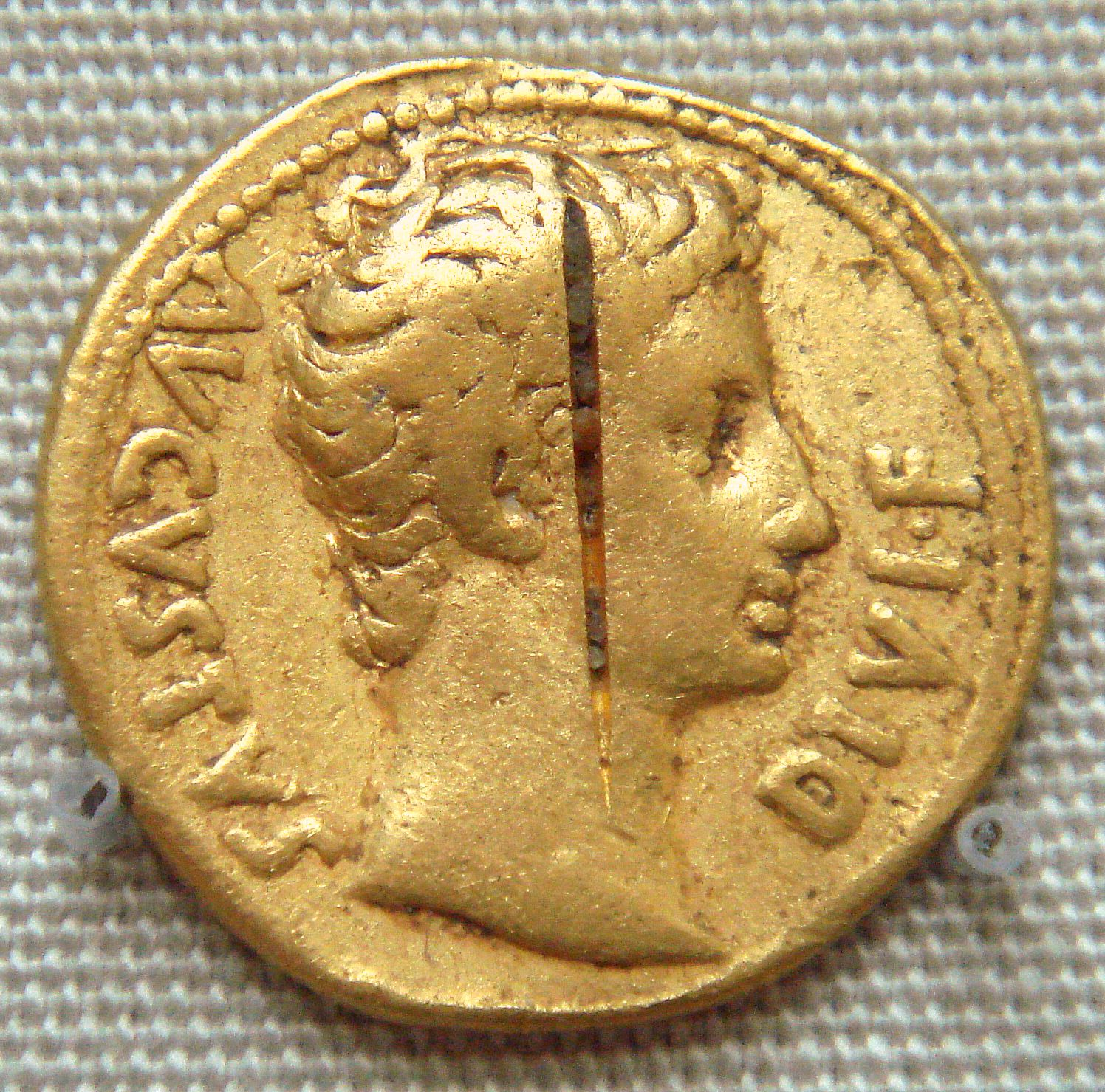
Munt van de Romeinse keizer Augustus, opgegraven in India

De oorsprong van de specerijenhandel gaat duizenden jaren terug. In het huis van Puzurum in de Mesopotamische nederzetting Terqa aan de Eufraat, hemelsbreed 10.000 kilometer van de Molukken, zijn bij opgravingen kruidnagels gevonden. Deze konden gedateerd worden op het jaar 1721 v.Chr. Deze kruidnagels waren gedurende hun lange reis van de ene handelaar naar de andere overgedragen. Een belangrijke schakel in deze keten was het legendarische eiland Dilmun (nu Bahrein) in de Perzische Golf, waar zoet water uit de zee opwelde. Dit handelscentrum verbond Mesopotamië met de Indusbeschaving.
Vanuit Egypte organiseerden de farao's expedities naar het land Punt in het zuiden van de Rode Zee. Een van de bekendste is die van de vrouwelijke farao Hatsjepsoet (ca. 1508 v.Chr.–1458 v.Chr.). Ook de Israëlische koning Salomo zond in de tiende eeuw v.Chr. met behulp van de Feniciërs handelsvloten naar het zuiden. Via de zogenaamde wierookroute werden wierook en mirre uit Zuid-Arabië, specerijen uit India en ivoor en goud uit Afrika geïmporteerd.
De verovering van het Perzische rijk door Alexander de Grote bracht Europeanen voor het eerst in direct contact met dit deel van de wereld. Alexander bereikte de Indusvallei voordat zijn soldaten hem dwongen terug te keren. Zijn vlootvoogd Nearchus verkende bij de terugkeer naar Babylon de kust tussen de monding van de Indus en de Perzische Golf. De opkomst van het Parthische rijk in de tweede eeuw v.Chr. sneed de weg naar India via de Perzische Golf echter af voor de Grieken.
Meer succes hadden de Ptolemaeën, de heersers over Egypte. In opdracht van Ptolemaeus VIII ondernam Eudoxos van Cyzicus (ca. 130 v.Chr.) een succesvolle tocht naar India via de Rode Zee. Zijn navolger (en mogelijke stuurman) Hippalus pionierde een nieuwe, snellere route naar India. De moessonwinden waaiden in de zomermaanden vanuit het zuidwesten en in de winter vanuit het noordoosten. De zomermoesson was vaak stormachtig maar sloot wel goed aan op de in die maanden heersende noordenwind in de Rode Zee. De sterke, bespijkerde Griekse schepen waren in staat de zomermoesson te trotseren en in één ruk vanuit de Rode Zee de Arabische Zee naar Zuid-India over te steken. De fragielere Arabische dhows volgden de langzame kustroute tijdens de rustigere noordoostmoesson.
De Romeinse keizer Augustus veroverde in 30 v.Chr. Egypte. Zijn regering luidde een bloeitijd van het Romeinse rijk in. De Romeinen pakten de specerijenhandel voortvarend aan. Waar de Grieken met ongeveer 20 schepen naar India voeren, meldde de historicus Strabo (ca. 64 v.Chr.-19 na Chr.) dat 120 Romeinse schepen jaarlijks de tocht maakten. Een onbekende Griekse handelaar beschreef in de Periplus van de Erythreïsche Zee de routes, de havens, de goederen die bij deze handel een rol speelden. De Romeinen dienden flink in de buidel te tasten: Plinius schatte dat er jaarlijks voor 50 miljoen sestertiën naar India verdween. Op den duur konden de Romeinen zich deze luxe niet meer permitteren. In India zijn bij opgravingen veel Romeinse munten aangetroffen, maar slechts een zeer gering aantal daarvan is gedateerd na de regering van Caracalla (gestorven in 217 na Chr.).

## Middeleeuwen

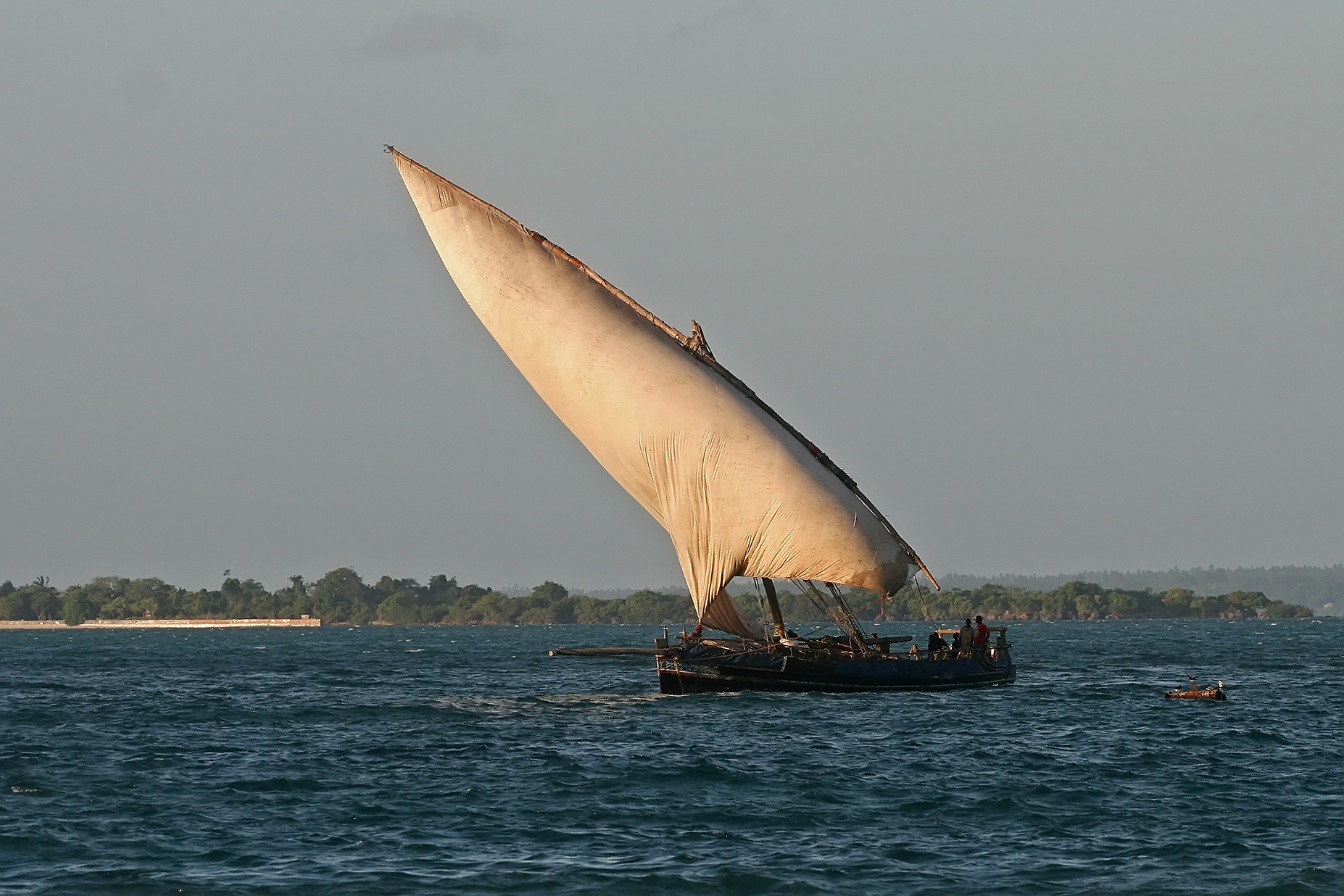
Dhow op de Indische Oceaan

Na het verdwijnen van de Romeinse schepen op de Indische Oceaan namen Arabische en Perzische handelaren de activiteiten over, zij het op een veel lager niveau. Het geringe aanbod van peper in Europa leidde tot een verviervoudiging van de prijs in het jaar 300, vergeleken met de tijd van Plinius. De kennis over India en de herkomst van de specerijen verdween. De kerkvader Hiëronymus van Stridon (ca. 347-420) dacht dat de bron nabij het aards paradijs lag en werd bewaakt door griffioenen, draken en andere monsters. Dit soort fabels zette de toon voor de komende duizend jaar.
De opkomst van de islam na de Hidjra van 622 vormde een extra barrière tussen het christelijke Europa en India. Het Islamitisch Kalifaat strekte zich uit over het hele Midden-Oosten en Noord-Afrika. De islamitische handelaren werden actief in het gehele gebied van de Indische Oceaan en Oost-Azië. Door verbeteringen in scheepsbouw en navigatietechnieken slaagden ook zij erin om grote watermassa's als de Arabische Zee en de Golf van Bengalen direct over te steken. Via de Straat van Malakka bereikten ze Indonesië en China. De reis van de Perzische Golf naar de Zuid-Chinese kust kon in een halfjaar worden voltooid. De verbouw van peper had zich in de eerste eeuwen van de christelijke jaartelling verspreid naar Sumatra en andere Indonesische eilanden. De Molukse specerijen, kruidnagel en nootmuskaat, werden structureel opgenomen in het handelsverkeer. China werd een belangrijke afnemer toen de Tang-dynastie (618-907) het land openstelde voor buitenlandse invloeden. Duizenden moslims hadden zich in de achtste eeuw gevestigd in Kanton.
Gesteund door deze handelsactiviteiten verspreidde het islamitische geloof zich in de loop der eeuwen over de Aziatische kuststreken. In de late middeleeuwen veroverde het sultanaat Malakka zich een dominante positie in Indonesië, ten koste van het hindoe-boeddhistische rijk Majapahit.
In het Middellandse Zeegebied beheerste aanvankelijk het Byzantijnse Rijk de handel in de specerijen, maar vanaf de negende eeuw namen de Italiaanse stadstaten deze rol over. De aartsrivalen Genua en Venetië betwistten elkaar de lucratieve handel. Venetië sloeg in 1204 een belangrijke slag toen doge Enrico Dandolo erin slaagde om de deelnemers van de Vierde Kruistocht Constantinopel te laten veroveren. Venetië wist strategisch gelegen eilanden als Kreta en later Cyprus te bemachtigen. De Serene Republiek was een belangrijke macht in het oostelijke Middellandse Zeegebied tot de opkomst van het Ottomaanse rijk.
De kruisvaarders ondernamen in 1169 en 1217 ook aanvallen op de Egyptische haven Damietta in de hoop zo een bres te slaan in de islamitische controle op de doorvoer van specerijen, maar deze aanvallen werden afgeslagen. De mammelukken grepen in 1250 de macht in Egypte en haalden een belangrijk deel van hun inkomsten uit de tolheffing over de specerijenhandel.
De Europeanen kregen langzaam maar zeker wel een steeds nauwkeuriger beeld van de herkomst van de specerijen door de berichten van reizigers als Marco Polo (1254-1324), de missionaris Odoric van Pordenone († 1331) en van de Venetiaanse koopman Niccolò da Conti (1395-1469). De laatste informeerde in 1444 paus Eugenius IV over de locatie van de specerijeilanden ten oosten van Java.

## Tijdperk van de grote ontdekkingen

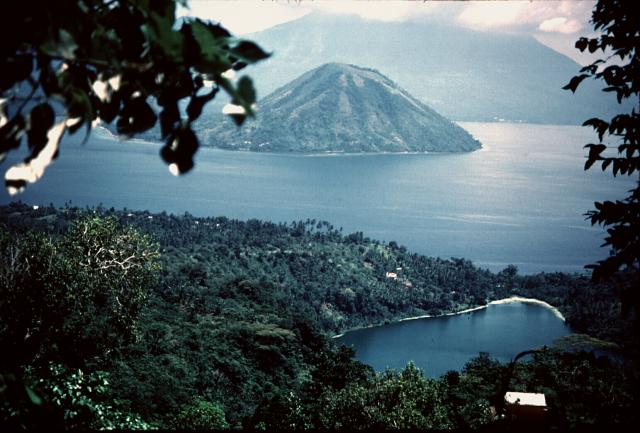
Uitzicht op het met kruidnagelbomen bedekte Tidore vanaf Ternate

In de vijftiende eeuw begonnen de Portugezen onder leiding van Hendrik de Zeevaarder de Afrikaanse kusten te verkennen. Zij gebruikten een nieuw scheepstype, het karveel, dat scherp aan de wind kon zeilen en een geringe diepgang had. De Portugese zeevaarders verkregen steeds meer ervaring met de windsystemen van de Atlantische Oceaan en het navigeren over open zee. Het plan rijpte om via het omzeilen van Afrika de Indische Oceaan te bereiken. Behalve specerijen hoopten ze daar ook de legendarische Priester Johannes te vinden, een mogelijke bondgenoot in de strijd tegen de Moren. In 1488 bereikte Bartolomeu Dias Kaap de Goede Hoop en toonde aan dat de Indische Oceaan inderdaad op deze wijze bereikbaar was.
De Genuees Christoffel Columbus had een andere route in gedachten. Hij was ervan overtuigd dat een westwaartse tocht over de Atlantische Oceaan de snelste manier was om Azië te bereiken. Hij slaagde erin om aan het Spaanse hof steun voor zijn plan te verkrijgen. In 1492 voer hij vanaf de Canarische Eilanden westwaarts en stuitte daarbij op een Nieuwe Wereld. Zelf bleef Columbus tot zijn dood overtuigd dat hij wel degelijk Azië had bereikt, hoewel er geen spoor te vinden was van de machtige koninkrijken en specerijen uit de verhalen. Jaren later, in 1521, lukte het een andere Spaanse expeditie onder leiding van Ferdinand Magellaan wel om via Straat Magellaan en de Stille Oceaan de specerijeilanden van de Molukken te bereiken, maar de afstand was te groot voor een regelmatig handelsverkeer.
De Portugezen slaagden wel: in 1498 bereikte Vasco da Gama Calicut, het belangrijkste handelscentrum aan de zuidwestkust van India. De Portugezen zonden vervolgens de ene vloot na de andere naar de Indische Oceaan en bonden de strijd aan met de islamitische handelaren. Deze waren niet opgewassen tegen de met kanonnen uitgeruste Portugese schepen. De doorvoer naar het Midden-Oosten werd zodanig bedreigd dat de Egyptische mammelukken een vloot naar de Indiase kust zonden. Opvallend genoeg kregen de islamitische mammelukken hierbij technische steun van Venetië, dat zijn handelsbelangen eveneens bedreigd zag. In 1509 versloeg de Portugese onderkoning Francisco de Almeida het Egyptische eskader echter bij Diu. Dit was de eerste zeeslag in de geschiedenis, die beslist werd door de tegenstander met kanonnen te bestoken en zonder gebruik te maken van rammen of enteren.
Afonso de Albuquerque, de tweede onderkoning, legde tussen 1509 en 1515 de basis voor het koloniale rijk Portugees-Indië. Zijn doel was vier knooppunten te veroveren en vanuit deze marinebases de specerijenhandel in het gebied van de Indische Oceaan te beheersen. Hij had Goa aan de Indiase westkust, Aden aan de ingang van de Rode Zee, het eilandje Hormuz in de Perzische Golf en Malakka in de straat Malakka op het oog. De onderkoning slaagde erin drie van de vier plaatsen te veroveren. Alleen de aanval op Aden mislukte in 1513. Daarnaast bouwden de Portugezen forten langs de Oost-Afrikaanse kust, zoals bij Ilha de Moçambique en Sofala. Albuquerque stelde een systeem van paspoorten in: alle schepen in de Indische Oceaan dienden deze aan te schaffen en tol te betalen in de Portugese havens, anders liepen ze het risico om  gekaapt te worden.
Portugal miste echter de manschappen en de schepen om het gehele gebied van de Indische Oceaan te controleren. Ten oosten van Malakka konden de Portugezen bijvoorbeeld nauwelijks een vuist maken. Francisco Serrão had in 1512 als eerste Europeaan Ternate bereikt, maar in 1575 verdreef de islamitische sultan Baab de Portugezen. Na de verovering van Aden door het Ottomaanse Rijk in 1538 slaagden de Portugezen er niet meer in de Rode Zee af te sluiten. De oude handelsroutes herstelden zich. Vanuit het Sultanaat Atjeh op Sumatra voeren islamitische dhows rechtstreeks naar de Rode Zee. Na 1550 arriveerden weer meer specerijen via de Rode en Middellandse Zee in Europa dan via de nieuwe route rond Afrika.

## De Vereenigde Oostindische Compagnie

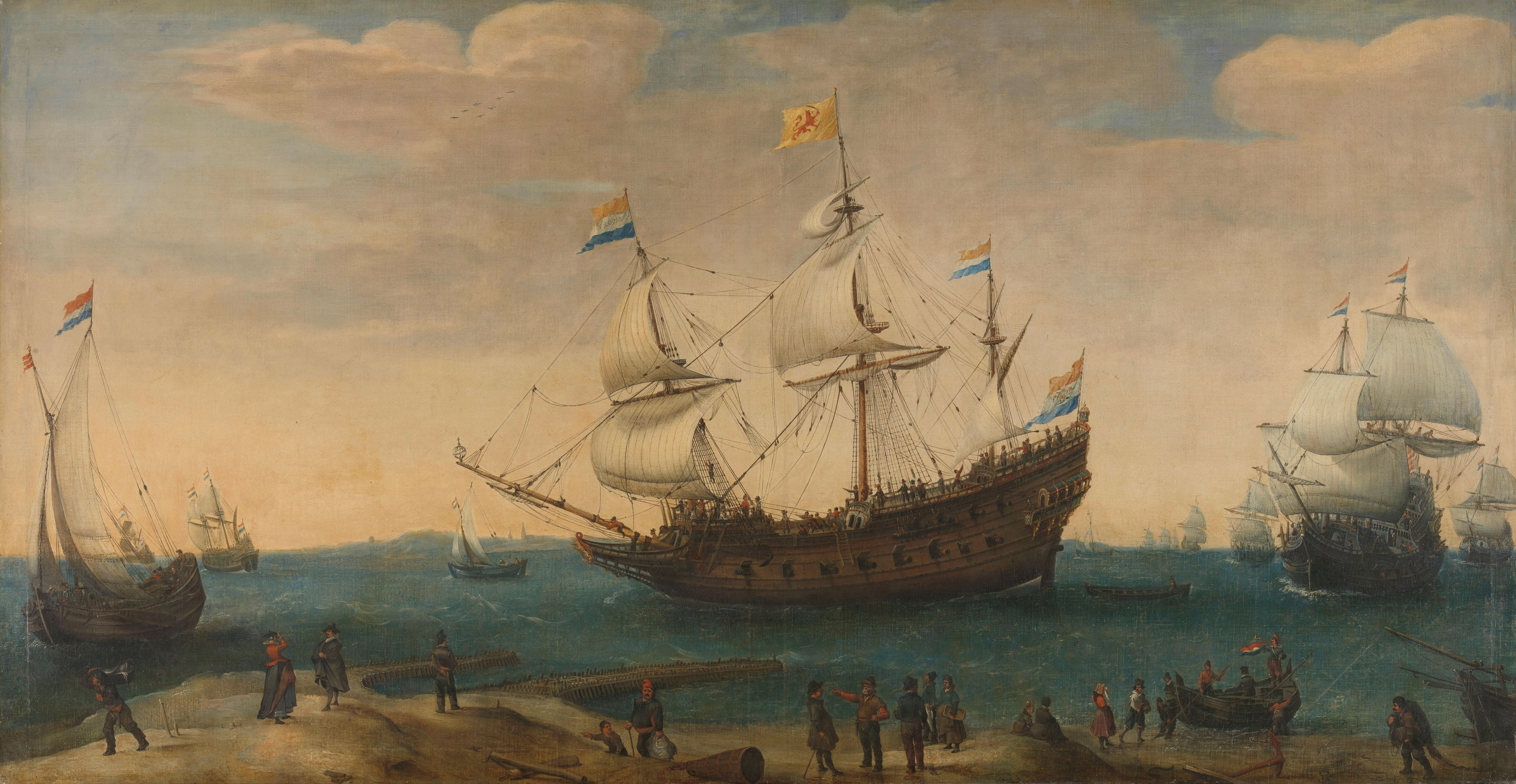
De Oost-Indiëvaarder Mauritius. Hendrick Cornelisz. Vroom (1600)

De Spaanse koning Filips II verwierf in 1580 ook de Portugese kroon. Door de uitgebreide koloniale rijken van de twee Iberische naties regeerde Filips letterlijk over een Rijk waar de zon nooit ondergaat. Door de Spaanse connectie raakte Portugal ook betrokken bij de Tachtigjarige Oorlog tussen Spanje en de opstandige Republiek der Zeven Verenigde Nederlanden. De jonge Republiek ontwikkelde zich tot een formidabele zeevarende natie, die na de nederlaag van de Spaanse Armada in 1588 een wereldwijd offensief tegen het rijk van de voormalige heerser in gang zette. De verspreide maritieme bezittingen van Portugal in Brazilië, Afrika en Azië vormden een natuurlijk doelwit voor de Nederlandse agressie, meer dan de landinwaarts gelegen koloniën van Spaans Amerika.
De Nederlander Jan Huygen van Linschoten had als klerk van de aartsbisschop van Goa veel informatie over de gang van zaken in India verzameld. Op basis van diens informatie organiseerde de Amsterdamse Compagnie van Verre een expeditie van vier schepen naar Indië met Cornelis de Houtman als opperkoopman. In 1597 keerden drie van de vier schepen behouden terug van deze Eerste Schipvaart. Deze eerste succesvolle reis leidde tot een explosie van activiteit. Binnen vijf jaren werden vijfenzestig schepen, verdeeld over vijftien vloten, uitgezonden naar Indië. Ter vergelijking: de Portugezen zonden in de tweede helft van de zestiende eeuw gemiddeld vijf schepen naar Azië. De felle concurrentie, vooral tussen de Amsterdamse en de Zeeuwse voorcompagnieën, dreigde de winstgevendheid van de expedities te ondermijnen. Op initiatief van de Hollandse landsadvocaat Johan van Oldenbarnevelt werd daarom in 1602 de VOC, de Vereenigde Oostindische Compagnie, opgericht. Deze handelsonderneming kreeg het alleenrecht op de Nederlandse handel met Azië.
De VOC-vloten behaalden al snel successen in de strijd tegen de Portugezen. Steven van der Hagen veroverde in 1605 Ambon en Tidore, hoewel het laatste eiland een jaar later weer verloren ging. Gouverneur-generaal Jan Pieterszoon Coen vestigde het hoofdkwartier van de compagnie in Batavia op Java. Na de verovering van Malakka in 1641 door Antonio van Diemen was de Portugese rol in Indonesië vrijwel uitgespeeld.
De VOC zette alle middelen in om een monopolie in de handel in nootmuskaat, foelie en kruidnagelen te verkrijgen. Jan Pieterszoon Coen roeide in 1621 een groot deel van de bevolking van de Banda-eilanden uit en verdreef de rest. De ontvolkte eilanden werden vervolgens gekoloniseerd met koelies, die uitsluitend aan de compagnie leverden. Daarna werd de Engelse concurrentie uitgeschakeld. De Engelsen hadden ook een Oost-Indische compagnie opgericht. De VOC werkte de Engelse aanwezigheid op de Molukken zo veel mogelijk tegen. In 1623 leidde dat tot een incident, waarbij op Ambon tien Engelsen werden gemarteld en onthoofd, op last van de Nederlandse gouverneur Herman van Speult. Deze zogenaamde Ambonse Moord werd dertig jaar later door de Engelse regering nog aangehaald bij de oorlogsverklaring van de Eerste Engels-Nederlandse Oorlog.
Het duurde nog veertig jaar voordat ook de kruidnagelteelt stevig in Nederlandse handen was. Cornelis Speelman bezette in 1667 de vrijhaven Makassar. In dezelfde periode verdreven de Nederlanders de Spanjaarden van Tidore.
Het monopolie van de VOC in deze specerijen kwam in de achttiende eeuw ten einde toen de Franse avonturier Pierre Poivre (1719-1786) erin slaagde om stekken van de muskaatboom en de kruidnagelboom naar Mauritius te smokkelen. Tegelijkertijd verloren de specerijen in Europa hun toonaangevende rol in het dagelijks leven. Het voedingspatroon was minder eenzijdig geworden door de introductie van nieuwe gewassen uit Amerika (zie Columbiaanse uitwisseling). Na duizenden jaren waren specerijen eindelijk een gewoon product geworden.